# Двоповерховий автобус

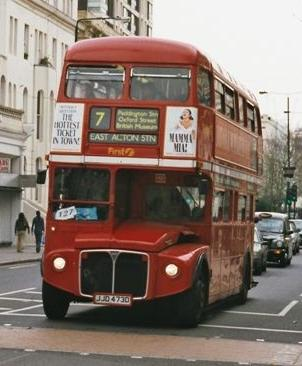

Двоповерховий автобус — автобус, що має два поверхи чи палуби. Двоповерхові автобуси масово використовувалися як міський транспорт у Великій Британії, а також використовуються і нині в деяких містах Європи, Азії, та Австралії. Найвідомішим двоповерховим автобусом є лондонський даблдеккер «Рутмастер» (англ. Routemaster), який став символом міста і, можливо, найвідомішим міським автобусом у світі. Крім того, є і міжміські моделі двоповерхових автобусів. Ранні двоповерхові автобуси мали окрему кабіну водія. Доступ пасажирів до салону здійснювався через відкритий майданчик у задній частині автобуса. Сучасні двоповерхові автобуси мають головний вхід у передній частині салону, поруч із водійською кабіною.